# فرانسوا-آگوست بیار

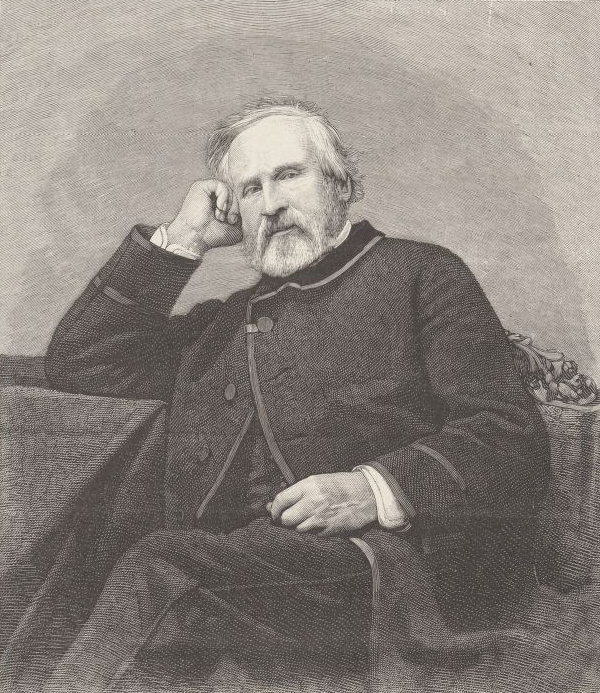
فرانسوا-آگوست بیار از مجله دنیای مصور (۱۸۸۰)

فرانسوا-آگوست بیار (به فرانسوی: François-Auguste Biard)، با نام اصلی فرانسوا ترز بیار (به فرانسوی: François Thérèse Biard) (۲۹ ژوئن ۱۷۹۹، در لیون - ۲۰ ژوئن ۱۸۸۲، در ساموا-سور-سن) یک نقاش فرانسوی بود که به دلیل سفرهای پرماجرا و آثارش که تجربیات او را نشان می‌داد، مشهور بود.

## نقاشی‌های منتخب

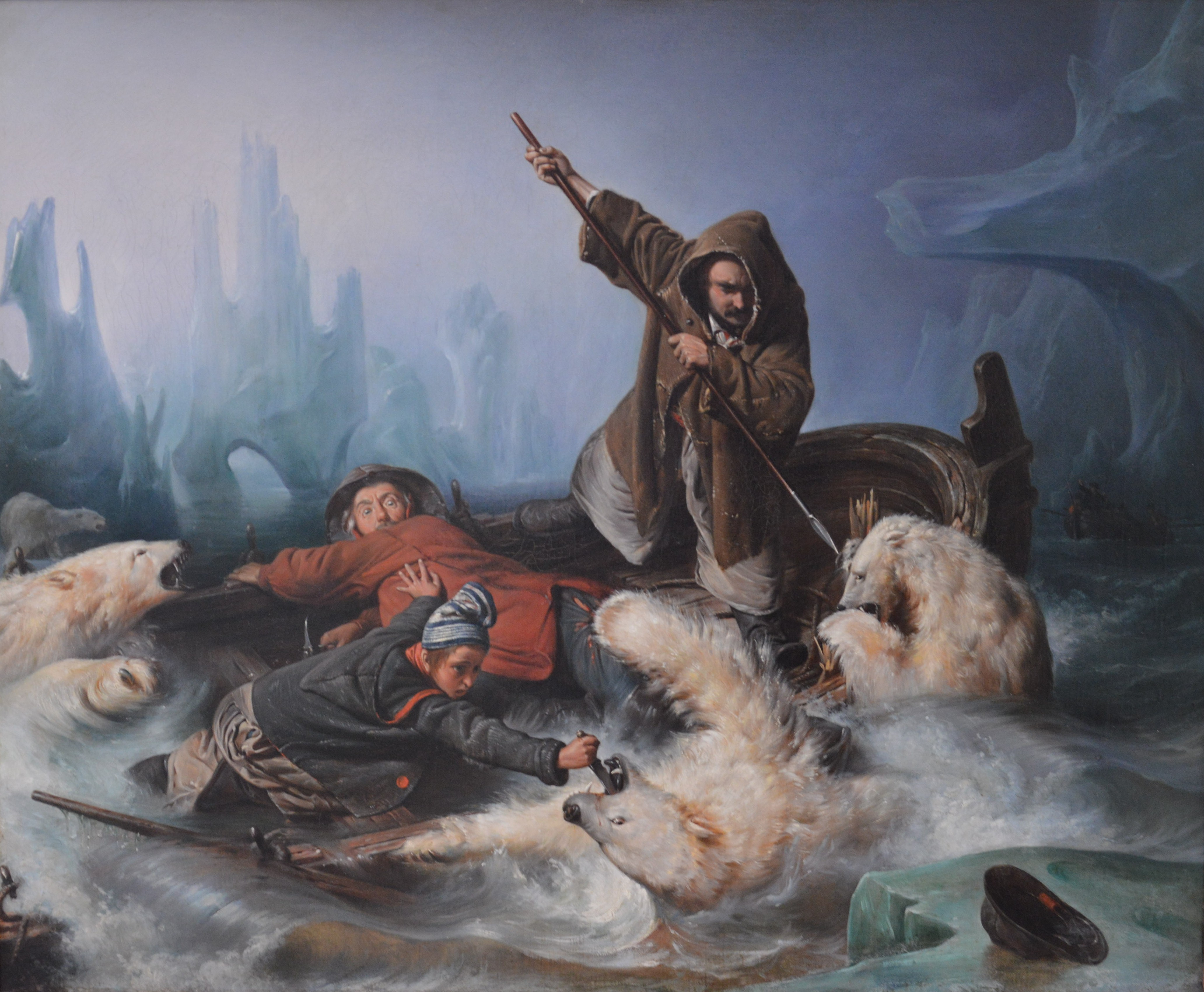
مبارزه با خرس‌های قطبی
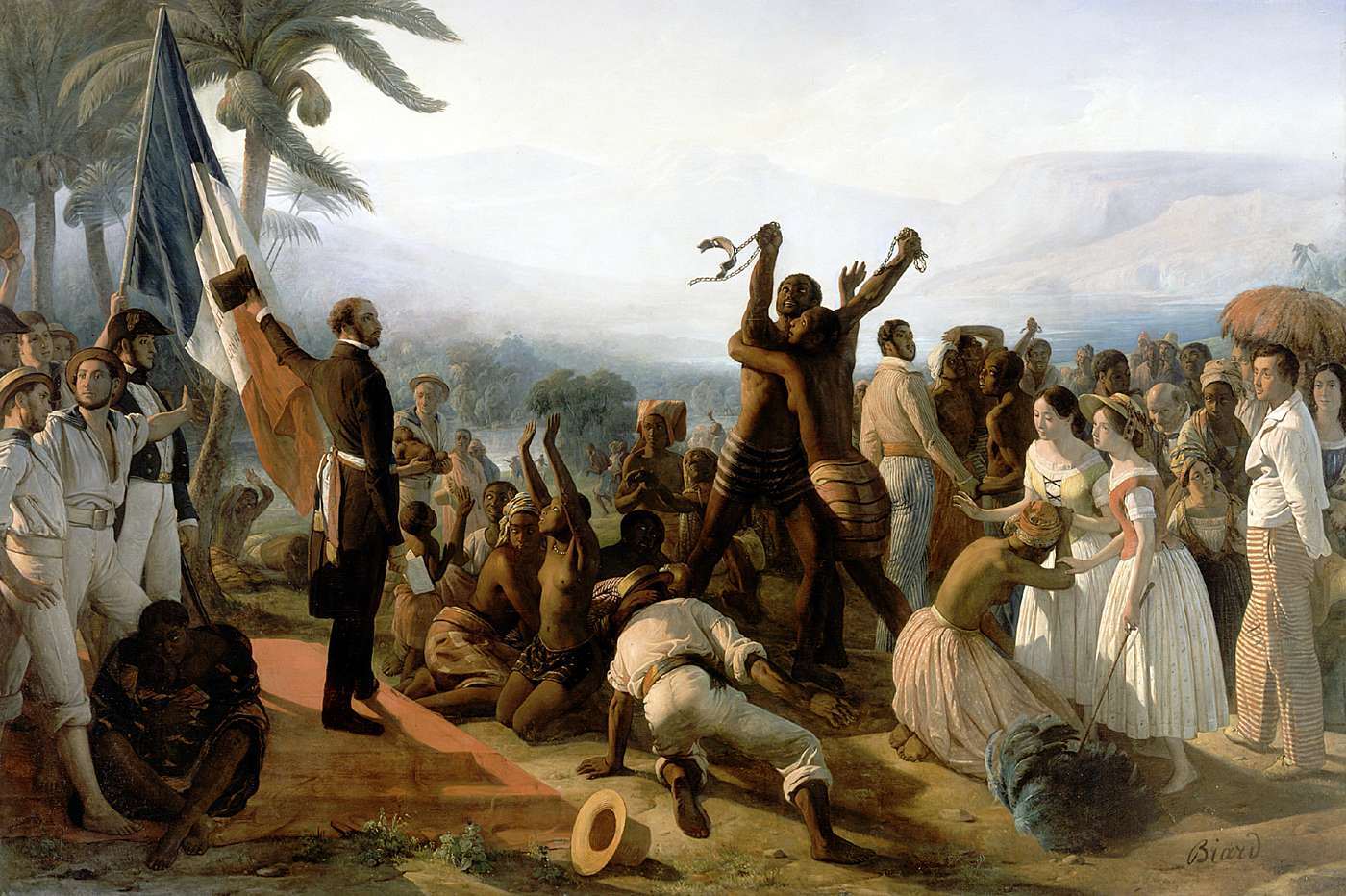
اعلامیه لغو بردگی در مستعمرات فرانسه، ۲۷ آوریل ۱۸۴۸
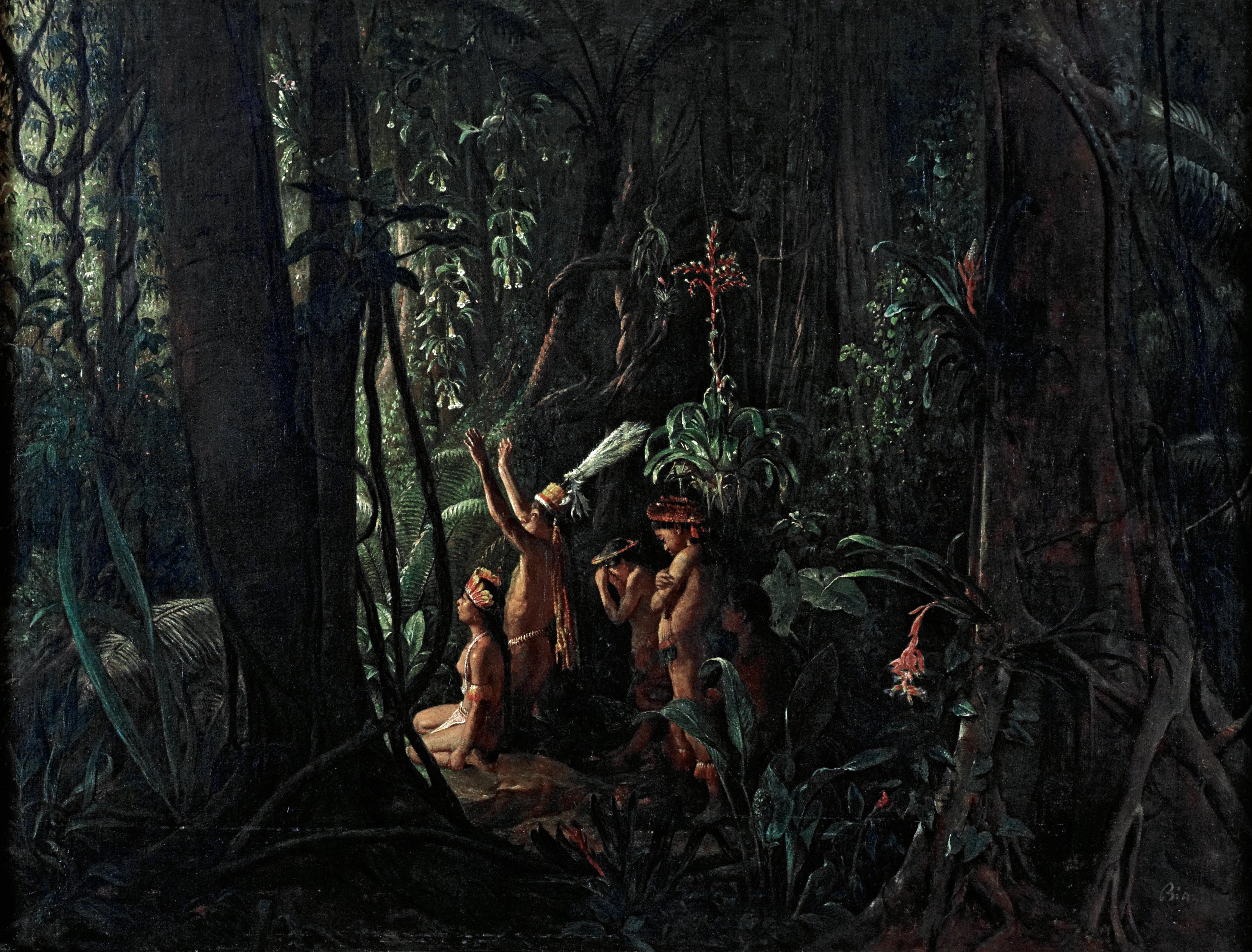
هندی‌های آمازونی پرستش خدای خورشید
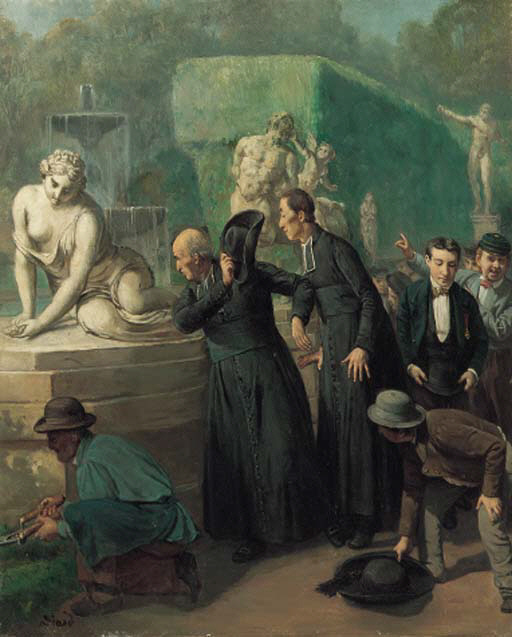
در باغ
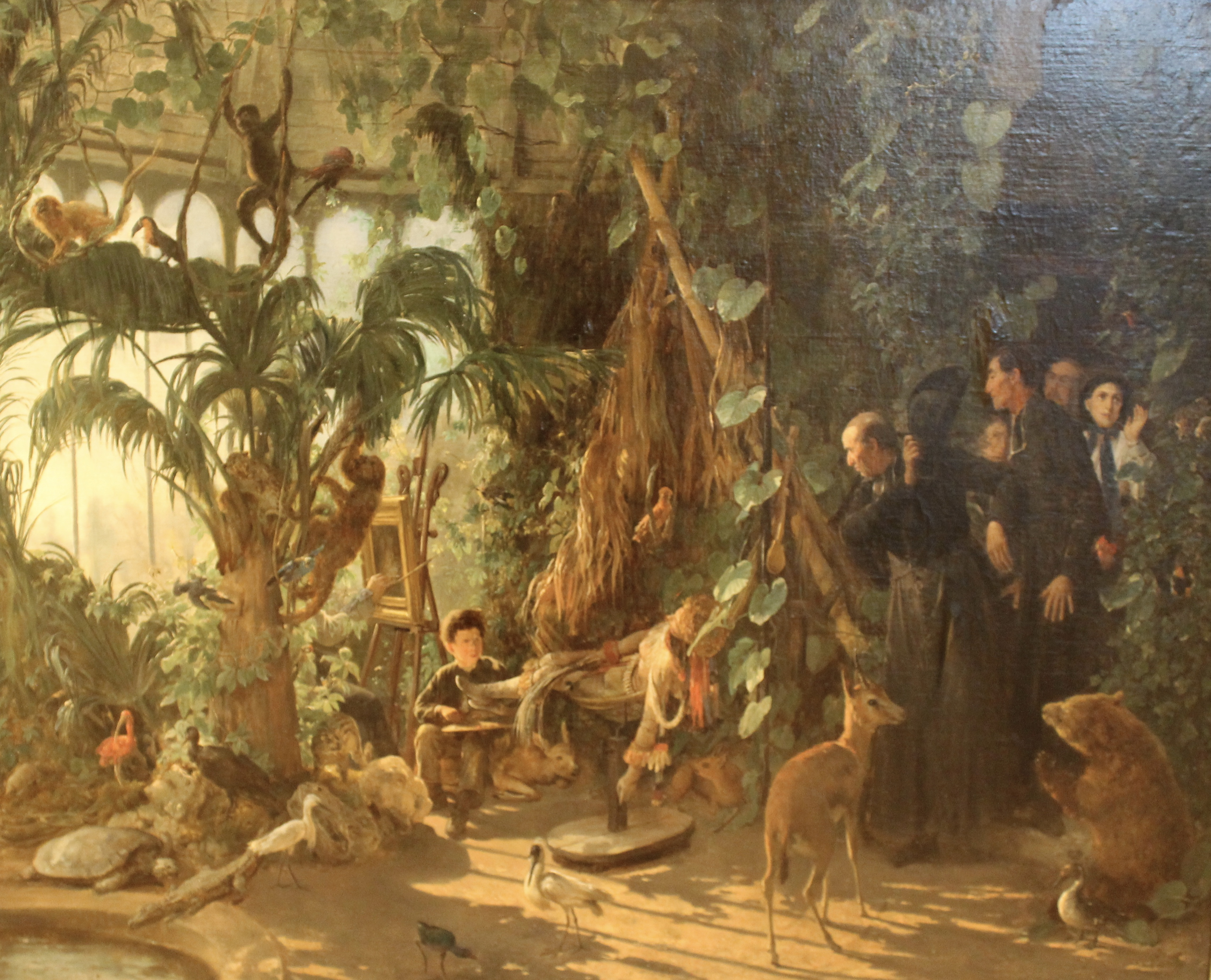
خلوتگاه هنرمندان